# 微軟認證桌面支援專員
微軟認證桌面支援專員（MCDST）首次推出是在Windows XP時期，微軟發現在桌面作業系統以及應用程式維護的需求增加，而現有的MCSE與MCSA又過於偏向企業級應用環境，因此微軟特別為桌面應用環境設計了MCDST認證，持有此認證的專業人員被視為對Windows XP的用戶端作業系統以及其上的應用程式的維護與技術支援的能力，能夠針對安裝Windows XP的電腦執行維護與故障排除工作。
MCDST只需要兩科必考科目，無需任何選考科目：
```
Exam 70-271: Supporting Users and Troubleshooting a Microsoft Windows XP Operating System
Exam 70-272: Supporting Users and Troubleshooting Desktop Applications on a Microsoft Windows XP Operating System

```

此認證的繼承者為：
- MCITP: Enterprise Support Technician
- MCITP: Customer Support Technician